# Picnic the streets
L'appellation « Picnic the streets » désigne une série de pique-niques urbains ayant débuté à Bruxelles puis à Liège, où les participants sont invités à piqueniquer sur la rue elle-même, bloquant de ce fait la circulation automobile. Initié par le philosophe Philippe Van Parijs, il s'agit d'un acte présenté comme une forme légère de désobéissance civile, destiné à attirer l'attention du public bruxellois et des pouvoirs publics sur la mobilité douce et à promouvoir la réappropriation de l'espace public par les piétons et les cyclistes.

## Contexte
La congestion du trafic automobile à Bruxelles est une des pires d'Europe,. En effet, selon une étude de l'INRIX, Bruxelles est la deuxième ville la plus congestionnée d'Europe après Milan. Les automobilistes perdraient en moyenne 72 heures par an dans la circulation.
La prévalence de l'automobile à Bruxelles avait déjà fait l'objet, en 1971 de virulentes critiques, initiées par le journal anglophone bruxellois The Bulletin qui décrivait la Grand-Place de Bruxelles comme « le plus beau parking du monde ». En effet, à l'époque, l'espace de la Grand-Place servait de parc de stationnement. Une pétition exigeant la disparition de ce parking, signée notamment par Jacques Brel fut lancée, mais laissa les autorités communales de marbre. Le Bulletin proposa alors d'organiser un piquenique sur la Grand-Place pour protester contre cet immobilisme, qui fut cette fois couronné de succès.
Reprenant cette idée à son compte, le philosophe Philippe Van Parijs (UCL) a proposé cette protestation dans une carte blanche publié dans Le Soir et Brussel Deze Week. La proposition a rapidement trouvé un écho par l'intermédiaire des réseaux sociaux et la première occurrence a eu lieu le 10 juin 2012 avec l'approbation plus ou moins bienveillante de la ville de Bruxelles. C'est ainsi plus de deux-mille personnes qui ont participé au premier pique-nique, organisé sur le boulevard Anspach, artère emblématique, selon les organisateurs, de la problématique de la mobilité à Bruxelles.

## Critiques
Le mouvement Picnic the streets fait également l'objet de critiques régulières.

### Les pouvoirs publics
La ville de Bruxelles a déjà fait savoir à multiples reprises qu'elle « ne comprenait pas » certaines exigences du mouvement, alléguant par l'intermédiaire de la porte-parole du bourgmestre de l'époque Freddy Thielemans (PS) que ce dernier « revendique des choses acquises ». Néanmoins Yvan Mayeur (PS), le successeur de Thielemans, s'est fait remarquer par sa présence lors de l'édition du 8 juin 2014.
Le bourgmestre d'Ixelles, Willy Decourty (PS), sans pour autant empêcher le rassemblement qui aura lieu le 15 septembre 2013 place Ferdinand Cocq, estime pour sa part que Picnic the streets souffre d'un déficit démocratique et ne représente qu'une part congrue des intérêts de la population.

### Les commerçants
Le responsable de la fédération HORECA Bruxelles, Yvan Roque, a indiqué que « ce [le Picnic the streets du 9 juin 2013] sera une mauvaise journée pour le secteur horeca à Bruxelles » et favorise une « solution structurelle ».

### Autres
Le lobby automobile Touring a vivement critiqué les problèmes de circulation et les coûts pour la collectivité causés par cette initiative, estimés par Touring à 30 000 euros à chaque pique-nique.